# Miguel Batista Vieira
Miguel Baptista Vieira , Médico natural de Piranga MG casado com Amandina teve um filho Lincoln Batista Vieira,(Belo Horizonte, 29 de setembro de 1889 - Belo Horizonte, 24 de janeiro de 1971) foi um político brasileiro do estado de Minas Gerais. Foi eleito deputado estadual em Minas Gerais pela UDN para o mandato de 1947 a 1951, mas foi substituído por Rondon Pacheco a partir de 2/6/1947. 